# 正义旗手

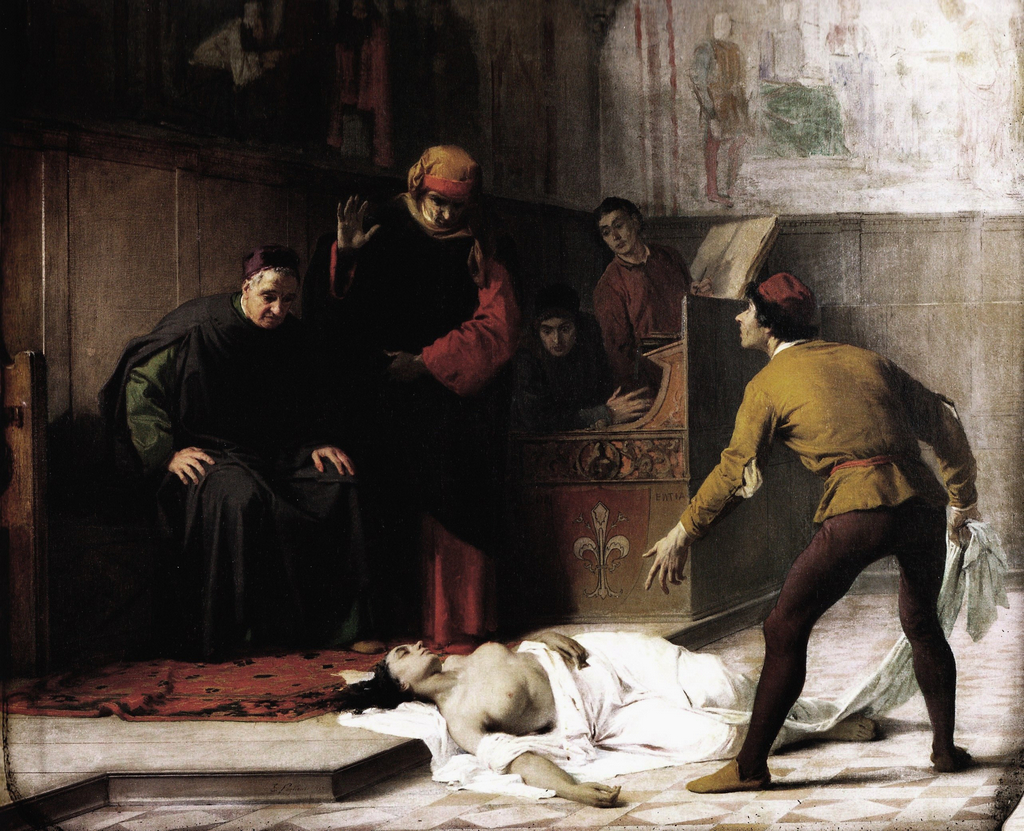
正义旗手正在检查一具女性的尸体

正义旗手（義大利語：Gonfaloniere di Giustizia）是中世纪佛罗伦萨共和国政府的职位，为市政会负责人，兼任军队总指挥。正义旗手除拥有投票权外，亦负责维持城市秩序。1293年，贾诺·德拉·贝拉推行的《正义法规》中首次引入。